# Опсада Тобрука
Опсада Тобрука (10. априла – 27. новембра 1941) била је део рата у пустињи на Северноафричком фронту у Другом светском рату. Опсада Тобрука трајала је 241 дана 1941. године, након што су силе Осовине напредовале кроз Киренајку из Ел Агајле у операцији Сунцокрет против савезничких снага у Либији. Крајем 1940. године Савезници су поразили италијанску 10. армију током операције Компас (9. децембра 1940—9. фебруар 1941. године) и заробили остатке у Беда Фому. Почетком 1941. године велики део Западно-пустињске војске (ВДФ) је упућен у Грчку и Сирију. Када су немачке трупе и италијанска појачања стигла у Либију, остао је само мањи део савезничких снага, са недовољно опреме и залиха.
Операција Сунцокрет (6. фебруар - 25. мај 1941), присилила је Савезнике да се повуку на египатску границу. Гарнизон, који се састојао углавном од 9. аустралијске дивизије (генерал-потпуковник Лесли Морсхед) остао је у Тобруку, да би ускратио луку Осовини, док се ВДФ реорганизовао и припремао контра-офанзиву. Опсада Тобрука започела је 10. априла, када је лука нападнута од стране генерала Ервина Ромела и настављена је током три покушаја разбијања опсаде, операција Бревити (15-16. маја), операција Бојна Секира (15-17. јуна) и операција Крсташ (18. новембар - 30. децембар). Окупација Тобрука ускратила је Осовини луку за снабдевање ближе граници Египта и Либије од Бенгазија, удаљеног 900 km западно од египатске границе, који је био у домету бомбардера РАФ-а; Триполи је био 1.500 km на западу у Триполитанији.
Опсада је одвраћала трупе Осовине са границе, и гарнизон Тобрука одбио је неколико напада Осовине. Лука је често бомбардована артиљеријом, бомбардерима за обрушавање и средњим бомбардерима, јер је РАФ вршио одбрамбене летове са аеродрома далеко у Египту. Савезничке поморске снаге, као што је британска Медитеранска флота (укључујући и Приобалну ескадру), пробијале су блокаду, доносећи појачања и снабдевање и односећи рањенике и заробљенике. Дана 27. новембра, Тобрук је ослободила британска Осма армија у операцији Крсташ.

## Позадина

### Немачка операција Сунцокрет
Почетком 1941, након великих британских победа над италијанском 10. армијом у операцији Компас, војна ситуација се брзо преокренула. Најбоље опремљене јединице из 13. корпуса отишле су у Грчку као део Операције Лустре у бици за Грчку. Адолф Хитлер одговорио је на италијанску пропаст Директивом 22 (11. јануара 1941) наређујући Операцију Сунцокрет, пребацивање немачког Афричког корпуса (АК) у Либију, као запречни одред (нем. Sperrverband). АК имао је свеже трупе са бољим тенковима, опремом и ваздушном подршком, и водио га је генерал Ервин Ромел, који је постигао велике победе у бици за Француску.
Снаге Осовине су, на препад, брзо потукле Британце код Ел Агајле 24. марта и код Мерса ел Брега 31. марта, искористивши тај успех да до 15. априла потисну Британце до границе код Солума и опседну Тобрук. Нови заповедник 13. корпуса (сада Каманда за Киренајку) генерал Филип Неме, О'Ќонор и генерал Мајкл Гамбијер-Пери, заповедник 2. оклопне дивизије, заробљени су. Команду је преузео штаб Западно-пустињског Одреда под генералом Ноелом Бересфорд-Пирсом, који је позван из источне Африке. Осим бригадне групе која је упућена у Грчку, 2. оклопна дивизија била је уништена. Покушаји Осовине да заузму Тобрук пропали су, и фронт се стабилизовао на граници Египта.

### Тобрук
Радови на утврђивању у Тобруку започели су у марту 1941, користећи италијанску одбрану, две линије бетонских бункера 8-9 миља (13-14 km) далеко од луке, чинећи одбрамбену линију дужине око 48 km, довољно далеко како би артиљерију држали изван домета. Италијани су саградили мало резервних одбрамбених положаја, изузев на раскрсници пута Бардија-Ел Адем, бодљикава жица је била у лошем стању, а противтенковски ров није био завршен. Савезници су изабрали још једну линију око 3,2 km иза прве линије и утврђивали су је, док је оригинална линија обновљена. Два батаљона аустралијске 24. пешадијске бригаде и новопристигла аустралијска 18. бригада (која је била издвојена из 7. дивизије) преузели су прву линију, а аустралијска 20. и 26. бригада држале су истурени положај споља до 9. априла, док је рад на одбрани довршаван. Када је линија довршена, три бригаде 9. аустралијске дивизије преузеле су одбрану и 18. бригада је прешла у резерву.
Део британске 3. оклопне бригаде опреман је у Тобруку, са особљем и опремом која је стигла морем из Египта и имао је пук оклопних аутомобила, два мешовита пука са 15 лаких, 26 крстарећих и вод од четири пешадијска тенка. Било је четири пука топова од 25 фунти, два противтенковска пука и по једна противтенковска чета у свакој пешадијској бригади, британска 4. ПВО бригада имала је 16 тешких и 59 лаких топова, све распоређене у луци сем два топа "Бофорс". Позадинске јединице су се акумулирале у Тобруку, а 1/3 од 36.000 људи биле су помоћне службе, локалне избеглице и ратни заробљеници. Морсхед је планирао активну одбрану и нагласио је да би, са батаљонима који бране по 8,0 km фронта, требало очекивати пробој где год нападачи направе озбиљне напоре и да га треба елиминисати, јер нема повлачења.

### Снабдевање
Снабдевање Осовине из Европе у Либију ишло је преко лука, и након Операције Компас (децембар 1940. - фебруар 1941. године), остао је само Триполи, са максималним капацитетом од четири брода за превоз трупа или пет теретних бродова одједном, око 45.000 тона месечно . Од Триполија до Бенгазија било је 970 km дуж обалног пута, само на пола пута до Александрије. Пут су квариле поплаве, био је осетљив на британску авијацију (Desert Air Force-ДАФ), и алтернативне пустињске стазе повећавале су хабање возила. Напредовање Осовине од 480 km до египатске границе почетком 1941. повећало је удаљеност за путни транспорт на 1.800 km. Бенгази је заузет у априлу, али приобални бродови могли су носити само 15.000 тона, а лука је била у домету ДАФ-а. Тобрук би могао да прихвати око 1.500 тона дневно, али недостатак бродских пошиљки учинио је његово освајање ирелевантним.
Немачкој моторизованој дивизији је било потребно 350 тона дневно, а њихово покретање 480 km захтевало је 1.170 камиона од 2 тоне. Са седам дивизија Осовине, ваздухопловним и поморским јединица, било је потребно 70.000 тона робе месечно. Виши се сложио са коришћењем Бизерте за испоруку залиха, али никакве залихе Осовине нису стигле до краја 1942. године. Од фебруара до маја 1941. године испоручен је вишак од 45.000 тона; напади са Малте имали су неки ефекат, али у мају, најгорем месецу за губитке бродова, 91% залиха је стигло. Недостатак транспорта у Либији, оставио је немачке залихе у Триполију, а Италијани су имали само 7.000 камиона за снабдевање својих 225.000 људи. Рекордна количина залиха стигла је у јуну, али на фронту се несташица погоршала.
Било је мање напада Осовине на Малту од јуна, а потапања су порасла са 19% у јулу на 25% у септембру, када је Бенгази бомбардован и бродови преусмерени у Триполи; снабдевање ваздушним путем у октобру било је незнатно. Испоруке у просеку су износиле 72.000 тона месечно од јула до октобра, али је потрошња 30-50% залиха горива на друмски транспорт и неупотребљивост 35% камиона смањила испоруке на фронт. У новембру је конвој од пет бродова потопљен током операције Крсташ, а копнени напади на конвоје на путевима су зауставили путовања по дану. Недостатак залиха и офанзива Осме армије изазвали су повлачење до Ел Агајле од 4. децембра, закрчивши Виа Балбиа, где су британске заседе уништиле око половине преосталог транспорта Осовине.

## Опсада Тобрука
Тобрук је бранило око 25.000 војника Осме армије, добро снабдевених и повезаних са Египтом британском морнарицом. Посада је имала оклопна кола и заробљене италијанске тенкове, који су ометали ковоје Осовине који су пролазили Тобрук на путу до границе, што је онемогућавало напад Осовине на Египат. Ромел је одмах покушао да заузме луку, али се 9. аустралијска дивизија (генерал Лесли Морсхед), одлучно бранила. Италијани су оклевали да предају планове утврђења и више напада је одбијено. Након 3 недеље Ромел је обуставио напад и предузео опсаду. Италијанске пешадијске дивизије заузеле су положаје око тврђаве, док је већина Афричког корпуса остала у покретној резерви јужно и источно од луке.
Висока команда немачких војних снага ("Oberkommando der Wehrmacht") упутила је генерала Фридриха Паулуса у Африку да истражи ситуацију. Дана 12. маја, генерал Паулус је након посматрања једног од неуспелих покушаја Ромела да нападне Тобрук, послао извештај ОКВ-у у коме је Ромелова позиција описана као слаба, са критичним несташицама горива и муниције. Са Операцијом Барбароса за месец дана, фелдмаршал Валтер фон Браухич, врховни командант Немачке армије, наредио је Ромелу да не напредује даље, и да не напада Тобрук поново.

### Почетак опсаде
До 8. априла, прве немачке јединице стигле су у Дерну, али неке јединице које су ишле пречицом преко Џебел Акдара, истрошиле су воду и гориво у Тенгедеру. Хајнрих Вон Притвиц и Гафрон, командир 15. оклопне дивизије, упућени су напред са колоном извиђачких, противтенковских, митраљеских и артиљеријских јединица да блокирају источни излаз из Тобрука, јер је 5. лака дивизија напредовала са југозапада, а 27. пешадијска дивизија Бреша са запада. Дана 10. априла, Ромел је прогласио Суецки канал циљем Афричког корпуса и наредио да се спречи пробој из Тобрука. Сутрадан је опседнута лука, али је журба завршила са 5. лаком дивизијом на источној страни, групом Притвитц на југу (Притвиц је убијен) и 27. пешадијском дивизијом Бреша на западу. 3. јединица за извиђање је отишла на Бардију и послат је мешовити одред у Солум да покуша да дође до Мерса Матруха. Британска 7. оклопна дивизија (бригадир Вилијам Гот), на граници од Халфаја пролаза до Сиди Баранија, спровела је акцију успоравања око Солума и Капуца. 

#### Ел Адем
Од 11-12. априла, немачки 5. оклопни пук напао је одбрану 20. аустралијске бригаде код пута за Ел Адем. Тенкови су задржани артиљеријским ватром; немачку пешадију која је стигла до противтенковског рова одбила је аустралијска пешадија. Немци су били изненађени, претпостављајући да је бродовље у Тобруку вршило евакуацију гарнизона, и планирали су ноћни напад 5. лаке дивизије за 13. и 14. април. Групе возила Осовине нападнуте су од стране 45. и 55. ескадриле РАФ-а, који су поново наоружани на аеродромима унутар одбрамбене линије. Напад је почео након мрака, покушајем да савладају противтенковски ров западно од пута за Ел Адем, у сектору акције 2/17. аустралијског батаљона, који су одбили Аустралијанци. Још један покушај је направљен касније, а до јутра успостављен је мали мостобран, где се немачки 5. оклопни пук пробио и окренуо се према северу, спреман да се раздвоји у једну колону за луку, а једну на запад како би зауставио бекство гарнизона.
Немачки тенкови су били нападнути са чела од 1. тешког артиљеријског пука (РХА) и скренули су, само да би наишли на заседу британских крстарећих тенкова, и примили противтенковску ватру са три стране, изгубили 16 од 38 тенкова и повукли се. Аустралијска пешадија је одржала положај и приковала немачку пешадију. Како се немачко повлачење наставило, сваки топ и авион у Тобруку гађао је то подручје, а немачки 8. митраљески батаљон изгубио је око 75% својих људи, уз губитке гарнизона од 26 погинулих, 64 рањеника, уништена два тенка и 1 пољски топ. Напади са југа су напуштени и 5. лака дивизија се укопала, са групом Шверин (преименована након смрти Притвитца) на истоку. 

#### Рас ел Медавар
Дана 16. априла, Ромел је повео напад са запада, са 132. оклопном дивизијом Аријете појачаном 62. пешадијским пуком из 102. моторизоване дивизије Тренто. 2/48. аустралијски батаљон је извео контра-напад и узео 803 заробљеника. Ујутру, Дивизија Ариете поново је напала и неки тенкови су стигли до најистуренијих аустралијских положаја, открили да их њихова пешадија није пратила, и повукли се након што је пет тенкова уништено. Морсхед је наредио гарнизону да искористи неуспех Осовине и немогућност брзог укопавања на каменитој земљи, патролама и малим испадима. Дана 22. априла, чета из 2/48. аустралијског батаљона, три пешадијска тенка и вод топова од 25 фунти, напала је брег који је држао одред Фабрис југозападно од Рас ел Медаура; нападачи су уништили два топа и узели 370 заробљеника. Истовремено, чета из 2/23. батаљона напредовала је путем за Дерну и уз губитке је узела око 100 заробљеника из 27. пешадијске дивизије Бреша, што је навело Немце да пожуре 15. оклопну дивизију из Триполија.

### Ваздушни рат
Пораз напада Осовине у априлу знатно је побољшао ситуацију у Тобруку, али је немачки 10. летачки корпус послао 150-200 авиона у Либију са Сицилије у фебруару, који су дању нападали, а ноћу бомбардовали докове, зграде, противавионске и артиљеријске положаје и аеродроме. Део авиона и већина особља из 6. и 73. ескадриле повучена је у Египат. Најмање десет ловаца "Ураган" базирано је у луци током дана, а 19. априла, ловци из 73. и 274. ескадриле, пресрели су напад Штука у пратњи ловаца. Након још два дана, 73. ескадрила је спала на пет оперативних авиона са врло уморним пилотима. До 23. априла, још три британска ловца су срушена, два оштећена и 25. априла ескадрила је повучена. Ловци 274. ескадриле остали су у Геравли, а 6. ескадрила је остала у Тобруку да врши тактичке извиђачке летове. Ловачка заштита се могла одржавати само у интервалима, са последњих 14 "Урагана" у пустињи; осовински аеродроми у Газали, Дерни и Бенини, бомбардовани су у сумрак и ноћу, како би се ограничили авионски напади на Тобрук.

### Поморски рат
У марту, разарачи су повучени из Приобалне ескадре да прате конвоје у Грчку, а у априлу су се ескадри придружила још четири брода. Када се војска повукла у Тобрук и на границу, обалне операције су обављене ноћу од 10. до 11. априла од стране топовњача које су бомбардовале транспорт на Via Balbia око аеродрома Бомба и Гамбут, а ноћу 12. априла, шест разарача и две крстарице напале су обалу од Рас Тајонеса до Рас ет Тина. Следећег дана, три брода бомбардовала су Солум и 15. априла, превоз је бомбардован код Бардије и Капуца, пошто је аеродром Газала поново гранатиран. До краја априла поморска бомбардовања настављена су дуж либијске обале на Via Balbia, аеродроме и луке. Напад командоса је изведен на Бардију, а конвоји залиха су почели да стижу у Тобрук.  Од 11. априла до 10. децембра из Тобрука је извучено 47.280 људи, а 34.113 је доведено са 34.991 тона залиха; 34 брода су потопљена, а 33 оштећена. 

### Напад на Бардију
Напад на Бардију планиран је у ноћи 19. и 20. априла, батаљоном "А"командоса, ради прекида линија комуникације Осовине и оштећења инсталација и опреме. Десантни одред је отпловио до места акције у броду HMS Glengyle, праћен од противавионске крстарице HMS Coventry и разарача HMAS Stuart, Voyager и Waterhen. Командоси Батаљона "А" и један вод тенкова из Краљевског тенковског пука су пристали на четири плаже помоћу десантних чамаца (ЛЦА). На почетку, није било светла за навођење, јер је извидница у кајацима била одложена, када је њихова подморница ХМС Тријумф морала да зарони јер је погрешно нападнута од стране савезничких авиона.  Као резултат ових проблема главнина је каснила и пристала на погрешним плажама, иако без отпора. Једном на обали, командоси су открили да је лука испражњена од снага Осовине, а погрешна обавештења довела су до пропуштања неких циљева, а други су испали непостојећи. Командоси су уништили италијанско складиште и обалну артиљеријску батерију пре поновног укрцавања. Седамдесет људи се изгубило, завршило на погрешној плажи за евакуацију и заробљено. 

### Битка за "Џеп"
После неуспеха да се Тобрук заузме на јуриш, италијанска и немачка врховна команда(ОКХ) су се сложиле да се мора освојити Тобрук и прикупити залихе, пре него што се настави напредовање у Египту. Ромел је сматрао да се Тобрук могао заузети само директним нападом, који није могао почети све док јединице за подршку не стигну, а Луфтвафе се не појача, нарочито са транспортним авионима за превоз муниције, горива и воде. Дана 27. априла генерал-мајор Фридрих Паулус, заменик начелника Генералштаба, стигао је из ОКХ у Берлину, како би испитивао Ромела о његовим намерама, обавестио га да нема расположиве помоћи и да процени одбрамбене могућности подручја, ако Солум буде изгубљен. Паулус је одбио да дозволи напад који је планиран за 30. април, док није проучио ситуацију, а 29. априла дозволио је напад да настави, као и Гариболди који је стигао 28. априла. Није планирано ништа амбициозније од осигурања положаја Осовине на египатској граници, од оазе Сива северно до Солум-а.
Гарнизон Тобрук је наставио са утврђивањем и посејао је минска поља, прво на југозападу, између спољашње и унутрашње линије. 12 пешадијских тенкова испоручено је са 5.000 тона залиха током месеца, упркос бомбардовању Осовине у луци и потапању два транспортна брода. Напад Осовине требало је да буде на југозападу, са обе стране брежуљка Рас ел Медаура, око две недеље након претходног покушаја, користећи 5. лаку дивизију десно и 15. оклопну дивизију са леве стране, тек недавно пристиглу у Африку. У 8:00 сати 30. априла, дивизије су имале да пробију одбрамбене положаје у Тобруку, праћене ударним групама из дивизије Ариете и 27. пешадијске дивизије Бреша како би савладале британска крила. Немачка пешадија би јурнула напред да извиди околину тврђаве Пиластрино, да би видела да ли би напад могао да настави до луке. Ако не, италијанска пешадија би се укопала на крилима и артиљерија би се померила напред за напад следећег дана. 
Напад је дошао на подручје које је држала 26. аустралијска бригада, која је имала батаљоне 2/23. и 2/24. на линији и 2/48. батаљон у резерви у Вади Ђаиди. Аустралијанци су очекивали напад, након издржавања бомбардовања и артиљеријске ватре на одбрамбеној линији 29. априла; осовинске трупе које су се окупљале у вечерњим сатима 30. априла распршене су артиљеријским ватром. Положаји са обе стране Расел Медаура су гранатирани и бомбардовани, а немачке трупе су почеле се примичу напред, под окриљем прашине и таме. До 21:30 часова, Немци су направили мали мостобран како је планирано, али се неколико аустралијских положаја одржало, извидница је нестала, а италијанске трупе нису могле да досегну своје циљеве. Ноћ је прошла у збуњеним борбама док су се Немци трудили да се реорганизују и рашчисте око Рас ел Медауара, и нападну југозападно дуж периметра. Нови напад није успео и до јутра, нека од аустралијских упоришта су се и даље држала. 
Пала је густа магла, а немачки тенкови су кренули на исток уместо на југоисток, а потом су налетели на ново минско поље, где су нападнути противтенковским топовима и одбијени. Тенкови 15. оклопне дивизије покушали су да крену северно, али су их спречили ПТ топови. Немци нису имали резерви, а најистуреније трупе су биле јужно од Вади Ђаида, уморне и изоловане у пешчаној олуји. Паулус је оценио да је напад пропао, па је Ромел одлучио да нападне надесно да прошири пробој. У поподневним сатима, немачки тенкови су напали југоисточно према Бир ел Медауару, а Морсхед је послао 15 крстарећих и пет пешадијских тенкова у контра-напад. Немачки напад је заустављен уз губитак пет британских тенкова, а увече, аустралијски 2/48. батаљон извео је контра-напад на Рас ел Медауар, али се срео са одлучним отпором и одбијен је. Током дана, 73. и 274. ескадрила су одржавале стражарске патроле око тог подручја, а ујутро 2. маја, борбе око Вади Ђаиде наставиле су се у пешчаној олуји, док су немачке трупе покушавале да се пробију напред. У ноћи 3. маја, 18. аустралијска бригада је извела конвергентни контра-напад са два батаљона, који су изгубили координацију, па је напад окончан, како би избегли да буду ухваћени на отвореном у зору.
Напад Осовине прегазио је одбрамбену линију на фронту од 4,8 km, на максималној дубини од 3,2 km и заузео узвишицу која је била корисна као полазни положај и тачка за осматрање, уз губитак од 650 немачких и 500 италијанских војника. 8. бригада из 132. оклопне дивизије Ариете је заузела већину аустралијских положаја. 

#### Обустављање напада
Паулус је наредио да се обуставе даљи напади, осим ако Савезници евакуишу луку. Афрички корпус је требало да држи Киренајку без обзира на то ко је држао Солум, Бардију или Тобрук, а нова линија требало би да се изгради позади у Газали. У извештају 12. маја, Паулус је написао да би се поморски саобраћај између Италије и Либије требало појачати, да све ваздушне и противваздушне јединице које се шаљу у Либију треба да буду немачке и да је војсци у Либији прво потребна муниција, гориво и храна, затим више возила пре слања још људи, од којих би артиљеријске и противтенковске посаде требало да имају приоритет.
Гарнизон Тобрука је наставио да врши рутинске патроле, ваздушне нападе и мање нападе, неке да поврати позиције у Медауару, а неке у вези са операцијама ВДФ (Осме армије). 

#### Напад на "Близанце"
"Близанци" (Twin Pimples) су били упориште изван Тобрука, на два примакнута брда, која су надвисила периметар Тобрука. Држала их је италијанска војска, а 18. коњички пук краља Едварда (део 3. индијске моторизоване бригаде) држао је периметар насупрот њих. Одред командоса број 8 је изабран да изврши напад на "Близанце", па су током неколико дана вршили патроле са Индусима, како би извидели терен.  18. коњички пук је требало да изведе диверзију, док су 43 командоса и неки аустралијски инжењери прешли италијанске истурене положаје и пут за снабдевање, како би напали "Близанце" од позади. 
Командоси су кренули у 11:00 сати у ноћи 17./18. јула и прешли италијанске линије неоткривени. На доводном путу сакрили су се, чекали до 1:00 ујутро и кренули напред баш пред диверзију 18. коњице. Диверзија је привукла италијанске митраљезе и рефлекторе, док су командоси дошли 30 јарди (27 м) од "Близанаца" пре него што су примећени, на шта су командоси напали. Лозинка Џок је коришћена када је освојен положај и Италијани су брзо савладани. Аустралијски инжењери поставили су експлозиве на неколико минобацача и складиште муниције. План је претпоставио да би требало 15 минута да талијанска артиљерија отвори ватру, па су нападачи били удаљени само око 100 јарди (91) м када је почело италијанско гранатирање.

## Операције за разбијање опсаде

### Операција Бревити
Преко Ултра пресретнутих порука, Британци су такође примили извештај Паулуса и Черчил, верујући да ће један снажни притисак одбацити немачке снаге, почео је притисак на генерала Вејвела да нападне. Вејвел је брзо припремио Операцију Бревити, ограничену операцију с намером да заузме Солум, пролаз Халфаја и тврђаву Капуцо, а затим настави напредовање према Сиди Азизу и Тобруку докле год снабдевање дозволи, а да не ризикују уложене снаге; његов циљ био је уништити што више опреме Осовине и обезбедити положај за већу операцију Бојна секира, која ће бити покренута када нови тенкови пристигну. Бревити је почео 15. маја, али су противнапади Осовине били снажни и операција се званично окончала 17. маја, а освојен је само пролаз Халфаја. Пролаз је преотео мали немачки одред 27. маја, у Операцији Шкорпион.

### Операција Бојна Секира
Операција Бојна Секира, 15–17. јуна 1941, требало је да разбије опсаду Тобрука и поново заузме источну Киренајку. Напад је поверен 7. оклопној дивизији и мешовитом пешадијском одреду, чија је основа била 4. индијска дивизија са две бригаде. Пешадија је имала да нападне област Бардије, Солума, Халфаје и Капуца, док су тенкови чували јужни бок. Први пут у рату, велика немачка јединица борила се дефанзивно. Напад на пролаз Халфаја није успео, кота 206 је освојена и само један од 3 напада на гребен Хафид имао је неког успеха. 16. јуна, немачки противнапад потиснуо је Британце на западном боку, док је одбијен на центру, али Британцима је остало само 21 брзи и 17 пешадијских тенкова. Увече 16. јуна, остало је само 48 британских тенкова способних за борбу.
Дана 17. јуна, Британци су за длаку избегли окружење од два немачка оклопна пука и окончали су операцију. Упркос Британском расипању снага, Немци нису успели да претворе успешну одбрану у одлучујућу победу. Обавештајна служба је добавила податке о британским покретима, али је РАФ опазио немачке покрете и успорио их довољно да омогући копненим снагама да се извуку. Британци су изгубили 969 људи, 27 брзих и 64 пешадијска тенка су уништена, избачена из строја због кварова или остављена, а РАФ је изгубио 36 авиона. Немци су изгубили 678 људи, 12 тенкова и 10 авиона (италијански губици нису познати). Британски пораз довео је до смене генерала Вејвела, генерала Бересфорд-Пирса (команданта 13. корпуса) и Креаха, заповедника 7. оклопне дивизије; генерал Клод Окинлек преузео је дужност врховног команданта за Средњи исток. У септембру, Западно-пустињски одред преименован је у Осму Армију.

### Операција Крсташ
Осма армија (генерал Алан Канингем) спровела је операцију Крсташ (18. новембар – 30. децембар), да ослободи Тобрук и заузме источну Киренајку. Осма армија је планирала да уништи оклопне снаге Осовине пре пешадијског напада, али је потиснута више пута, што је кулминирало поразом 7. оклопне дивизије од Афричког корпуса код Сиди Резега. Ромел је наредио оклопним дивизијама да ослободе положаје Осовине на граници са Египтом, али није успео да пронађе главнину савезничке пешадије, која је мимоишла утврђења и ишла на Тобрук. Ромел је повукао своје оклопне јединице са границе према Тобруку и постигао више тактичких победа, што је навело Окинлека да замени Канингема генералом Нилом Ричијем. (енгл. Neil Ritchie). Снаге Осовине су се затим повукле западно од Тобрука од утврђене линије код Газале, а затим назад до Ел Агајле; посаде Осовине у Бардији и Солуму су се предале. Британци су изгубили 17.700 људи, у поређењу са 37.400 на страни осовине, од којих су многу заробљени код Халфаје и Бардије. Тобрук је ослобођен, Киренајка поново освојена и заузети аеродроми за обезбеђење конвоја за снабдевање Малте.